# Trzy karty

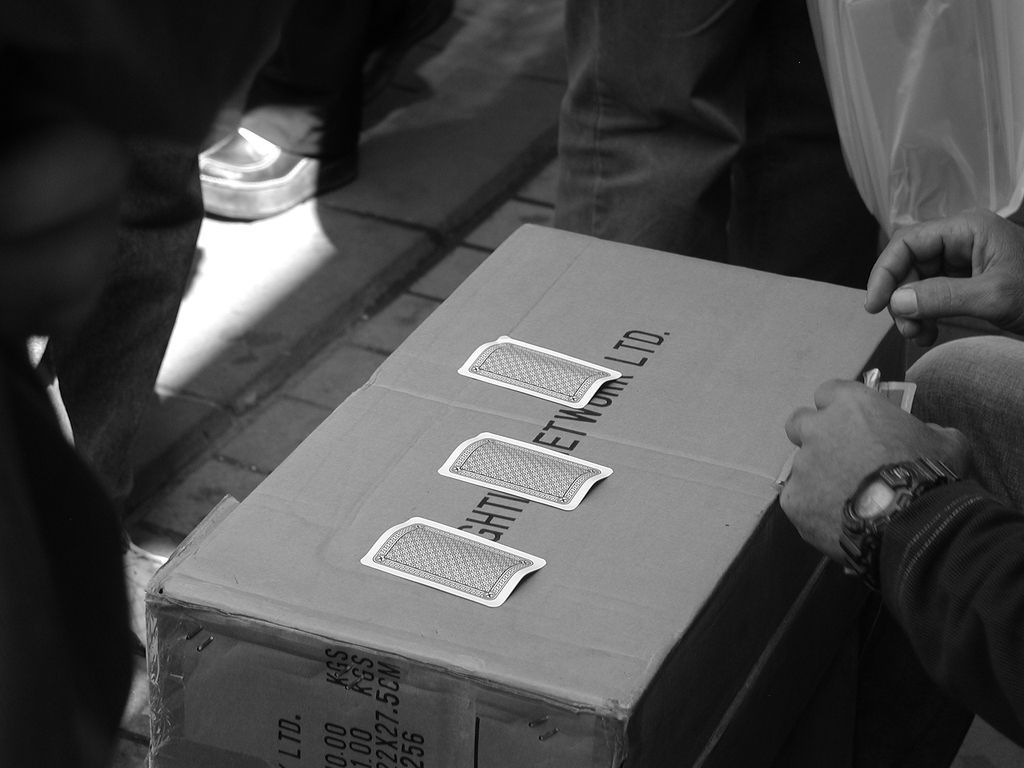
Gra w trzy karty

Trzy karty, trzy kubki, żargonowo benkle lub benkiel – rodzaj gry hazardowej, często łączącej się z oszustwem.

## Opis
Prowadzący grę posługuje się trzema kartami lub trzema kubkami. Tasując karty lub zmieniając błyskawicznie ustawienie kubków, daje graczowi – po wpłaceniu określonej kwoty (ustalanej przez benklarza arbitralnie) – za zadanie wskazanie wygrywającej karty albo kubka skrywającego kulkę lub monetę. Najczęściej oszust z kilkoma wspólnikami pozoruje grę, w której jest „ogrywany” przez wspólników. Dzieje się tak do momentu, gdy na grę zdecydują się przypadkowe osoby. Początkowo i one wygrywają, dopóki nie zaczną stawiać większych kwot.
Według Jędrzeja Kitowicza za panowania Augusta III w nieuczciwej grze w trzy kubki specjalizowali się w Warszawie żołnierze Gwardii Koronnej Pieszej. 
Benklarze działali m.in. na warszawskim bazarze Różyckiego. Do gry w trzy karty odnosi się jedna ze scen polskiego cyklu filmowego „Jak rozpętałem drugą wojnę światową”.